# Vellèches
 Vellèches  es una población y comuna francesa, situada en la región de Poitou-Charentes, departamento de Vienne, en el distrito de Châtellerault y cantón de Saint-Gervais-les-Trois-Clochers.

## Demografía
| 508 | 491 | 405 | 387 | 350 | 358 |
| Para los censos de 1962 a 1999 la población legal corresponde a la población sin duplicidades (Fuente: INSEE [Consultar]) |     |     |     |     |     |